# Теодомер
Теодомер — легендарный вождь франков, правивший в первой трети V века.

## Биография
Теодомер (на древнефр. «Блистающий в народе») был сыном Рихомера и Асцилы. Предположительно, отцом Теодомера мог быть римский полководец с тем же именем Флавий Рихомер. В таком случае, Теодомер через своего предка Тевтомера приходился бы двоюродным братом другому римскому полководцу — Арбогасту, имевшему колоссальное влияние в западной части Римской империи при императоре Валентиниане II.
В 427 году франки заняли часть Галлии, но римский полководец Аэций разбил их и снова вступил во владение этой территорией. Однако Аэций, присоединив снова эту местность к Западной Римской империи, разрешил франкам остаться на ней в качестве подданных. Ежегодные служебные заметки римских консулов (в так называемых «Консульских фастах») сообщают, что «Теодомер, король франков, сын Рихомера, и мать его Асцила пали от меча»: вероятно, это произошло в ходе этой войны. Фредегар в своей «Хронике» объявлял Теодомера отцом Хлодиона и добавляет, что Теодомер был пленником комита (начальника отряда) Кастина, возглавлявшего экспедицию против франков в начале V века. Однако, скорее всего, это только предположение Фредегара.